# Hypsophrys nematopus
Hypsophrys nematopus (trước đây là Nematroplus nematopus) là một loài cá trong họ cá hoàng đế. Trước đây, nó là loài duy nhất trong chi Neetroplus, nhưng vào năm 2007 đã được phân loại lại thành chi Hypsophrys. Nó là một loài cá hoàng đế có kích cỡ trung bình với chiều dài 12 cm. Nó xuất hiện ở hồ Xiloá, hồ Managua, hồ Masaya và hồ Nicaragua ở Trung Mĩ và trong môi trường sống ven sông trên bờ biển Đại Tây Dương của Costa Rica và Nicaragua.
Giống như hầu hết các loài cá hoàng đế Trung Mỹ, loài này thường được tìm thấy trong nước cứng, kiềm (pH 7.5). Chế độ ăn uống của nó bao gồm tảo và thực vật bám trên đá và các bề mặt cứng khác tương tự như các loài cá hoàng đế ăn tảo của hồ Malawi ở châu Phi. Ngoài ra, nó cũng được cho là có liên quan đến việc làm sạch các loài ký sinh trùng cho các loài cá khác. Bên cạnh đó, nó còn ăn cả lăng quăng.
Nó sử dụng các kỹ năng tương tự với nhiều loài cá hoàng đế khác khi đào một cái lỗ để làm tổ. Bằng cách sử dụng miệng để đào một lượng cát lớn rồi dùng vây và đuôi để quét cát đi. Việc này dễ dàng hơn rất nhiều khi chúng thực hiện trên lớp trầm tích mềm ở đáy sông. Việc chăm sóc con non đều do cả cá bố mẹ tham gia. Màu sắc của chúng thay đổi đáng kể trong mùa sinh sản (xem hình).